# 표준 원자량
표준 원자량은 지구상에서 원소의 평균 자연 존재비에 따른 원자량이다.
예를 들어 헬륨의 표준 원자량은 He = 4.002 602 (2)로 표기한다. 괄호 속의 2는 표시된 마지막 숫자의 오차범위(예시의 경우, ± 0.000 002)를 나타낸다. IUPAC에서는 유효숫자가 5개인 값을 사용한다.

## 같이 보기
- 국제 순수·응용 화학 연합